# Gurjunbalsam
Gurjunbalsam oder Gardjan-, Gardschanbalsam („Holzöl“, „Wood-oil“, „Balsamum Dipterocarpi, Garjanae, Garganae, Gurjunae, Capivi, Copaiva ostindicum“ oder  „East Indian Copaiba“), ist ein dem Kopaivabalsam ähnlicher Harzsaft (Oleoresin), der zeitweilig in großen Mengen in den Küstenländern der Straße von Malakka und in Birma von mehreren Dipterocarpus-Arten gewonnen wurde.
Es wird auch Pseudo-Gurjunbalsam aus Calophyllum-Arten gehandelt.

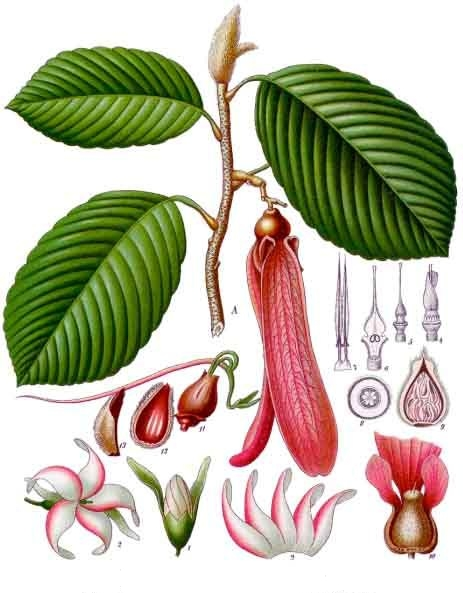
Dipterocarpus retusus, Illustration

Man schlug passende Höhlungen in die Stämme oder bohrte sie an, unterhielt in denselben ein Feuer, bis das Holz etwas angesengt war und der Balsam zu fließen begann, und fing diesen in Bambusgefäßen auf. Die Ausbeute betrug bisweilen 135–180 Liter von einem Stamm. Man kannte den Gurjunbalsam seit 1811, aber erst im letzten Drittel des 19. Jahrhunderts kamen größere Mengen von Singapur, Maulmain, Akyab und Saigon in den europäischen Handel. Er ist gelblich bis rot- oder schwarzbräunlich und etwas grünlich, von der Konsistenz eines dünnflüssigen Kopaivabalsams, gleicht diesem auch im Geruch, schmeckt bitterer, aber nicht kratzend. Er erhärtet mit Kalk und Magnesium und wird dickflüssig beim Erhitzen auf 130 °C, ohne beim Erkalten wieder dünnflüssig zu werden; bei 220 °C wird er beinahe fest. In Schwefelkohlenstoff und ätherischen Ölen löst er sich vollständig, aber nicht in Ethanol und Äther. Mit fünf Teilen Wasser heftig geschüttelt, bildete er eine sehr steife Emulsion, und mit 10 Teilen Wasser ballte er sich. Er besteht aus ätherischem Öl und Harz und enthält auch kristallisierbare Gurjunsäure. Man benutzte ihn zum Anstreichen, zur Herstellung von Lackfirnis und Pauspapier, in der Medizin bisweilen wie Kopaivabalsam. Wahrscheinlich ist der Gurjunbalsam in Indien seit langer Zeit zu technischen Zwecken im Gebrauch, 1811 wurde er von Benjamin Franklin erwähnt, genauere Nachricht gab aber erst Roxburgh (1828), und 1842 wurde er in Deutschland bekannt.
Heute dient Gurjunbalsam als Rohstoff bei der Herstellung von Parfüm und in der Naturheilkunde bei der Behandlung von Ekzemen, Geschwüren, Leprosis und generell schlecht heilenden Wunden.
Als Gurjunbalsamöl, Oleum Balsami gurjunae, wird das durch Wasserdampfdestillation aus dem Gurjunbalsam gewonnene, gelbe, schwach riechende und dickliche ätherische Öl bezeichnet.